# Муслимов, Бакытжан Муслимович
Бакытжан Муслимович Муслимов (каз. Бақытжан Мүсілімов; 1 июля 1945, Ошурково, Курганская область — 17 ноября 2016, Костанай) — советский казахстанский учёный, доктор сельскохозяйственных наук, член-корреспондент Национальной академии наук Республики Казахстан, профессор.

## Биография
Бакытжан Муслимович Муслимов родился 1 июля 1945 года в деревне Ошурково Ошурковского сельсовета Далматовского района Курганской области, ныне деревня входит в Далматовский муниципальный округ той же области.
В 1970 году окончил Курганский сельскохозяйственный институт по специальности «Зоотехния».
В 1973 году поступил в аспирантуру Курганского сельскохозяйственного института, защитил кандидатскую диссертацию «Влияние кратности доения и кормления на молочную продуктивность и физиологическое состояние коров-первотёлок курганской породы» в Сибирском научно-исследовательском институте животноводства, г. Новосибирск.
После окончания аспирантуры работал в Курганском сельскохозяйственном институте младшим, старшим научным сотрудником, заведующим научно-исследовательской лаборатории, ассистентом, доцентом, заведующий кафедрой частной зоотехнии.
В 1990 году принят на должность доцента Кустанайского сельскохозяйственного института, в 1991 году избран деканом факультета.
В 2000 году защитил докторскую диссертацию «Кустанайская порода лошадей и методы её совершенствования» на заседании диссертационного совета в Московской сельскохозяйственной академии им. К. А. Тимирязева.
С 2000 года работал в Костанайском государственном университете имени А. Байтурсынова, с 2001 по 2011 год — декан факультета, с 2012 года — профессор кафедры технологии производства продуктов животноводства.
Под его руководством защищены четыре кандидатские диссертации.
Был членом-корреспондентом Национальной академии наук Республики Казахстан, членом учебно-методического объединения, членом совета по защите кандидатских и докторских диссертаций.
Бакытжан Муслимович Муслимов умер 17 ноября 2016 года в городе Костанае Костанайской области Республики Казахстан.

## Научные труды
Опубликованы более 140 научных статей, методических пособий, рекомендаций производству, в т.ч. пять учебников и учебных пособий, один электронный учебник для студентов вузов по специальности «Зоотехния». 
- Гершун В. И., Муслимов Б. М. Ветеринарная гигиена : Учеб. для вузов по спец. «Ветеринария» и «Зоотехния». — Алматы: Кайнар, 1994. — 365 с.
- Мурзагалиев К.Г., Муслимов Б.М., Байтенизов Ш.Н. Основы проектирования и строительства животноводческих предприятий. — Костанай, 1997. — 364 с.
- Муслимов Б.М. Коневодство = Жылқы шаруашылғы (казах.). — Костанай, 2007. — 255 с.

## Награды и звания
- Благодарственное письмо президента Республики Казахстан
- Знак «За развитие науки Республики Казахстан»
- Звание «Отличник образования Республики Казахстан»
- Звание «лучший преподаватель вуза Республики Казахстан»
- Грамота Министерства образования и науки Республики Казахстан
- Грамота акима Костанайской области